# Stanisław Sielański

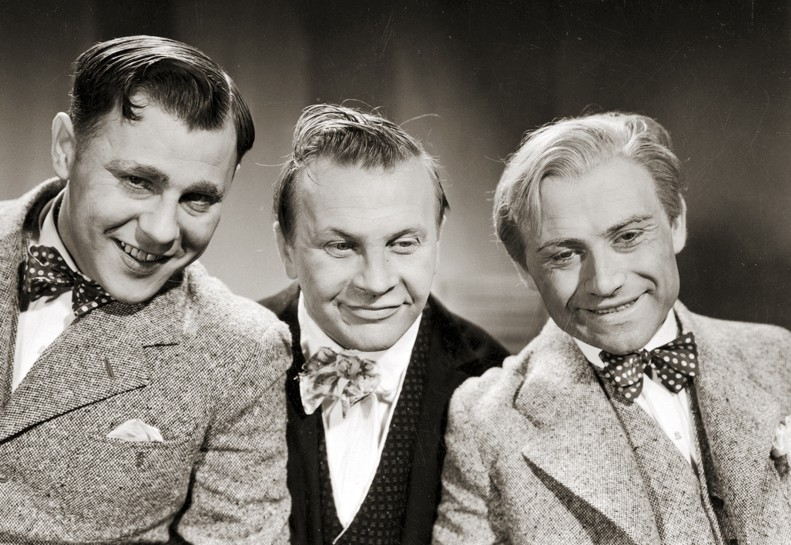
Kazimierz Wajda, Stanisław Sielański, Henryk Vogelfänger, 1936

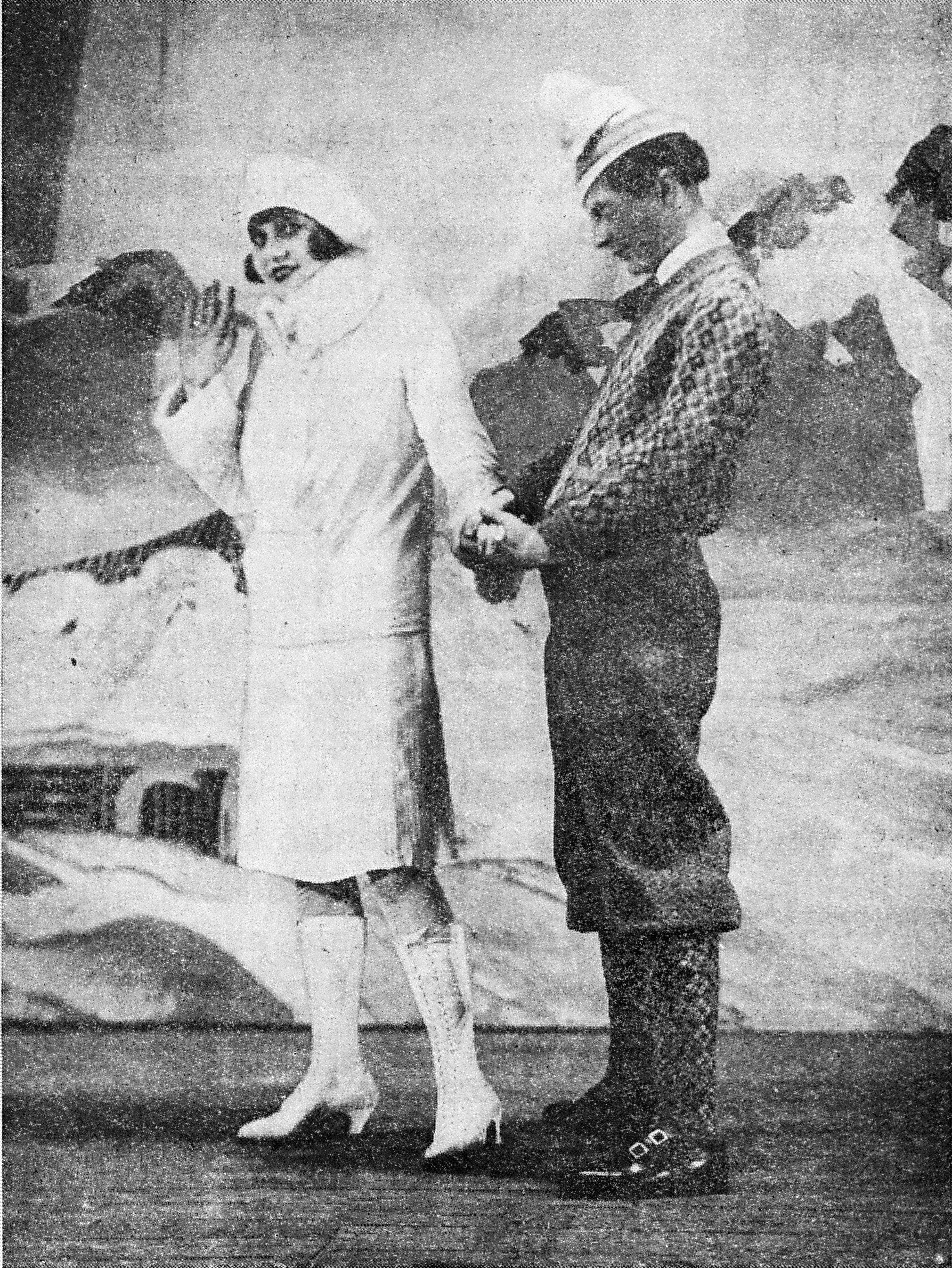
Władysława Jaśkówna i Stanisław Sielański

Stanisław Sielański, właśc. Szlama (Salomon) Nasielski, później również Stanisław Nasielski (ur. 8 sierpnia 1899 w Łodzi, zm. 28 kwietnia 1955 w Nowym Jorku) – polski aktor komediowy i artysta kabaretowy, przez dokumentalistów nazwany „mistrzem drugiego planu”.

## Życiorys
Stanisław Sielański urodził się 8 sierpnia 1899 w Łodzi jako Szlama Nasielski w żydowskiej rodzinie Bereka Abusza Nasielskiego (ur. 29 września 1860 w Łęczycy, zm. 1942 w Warszawie) oraz jego żony Sury (Sary) z Kamuszewiczów (ur. 10 października 1863 w Łodzi).
Studiował na Uniwersytecie Warszawskim i w Warszawskiej Szkole Dramatycznej. Od 1916 występował w rodzinnej Łodzi, następnie w Tomaszowie, by wkrótce przenieść się do Warszawy. W latach 1920–1921 ponownie mieszkał w Łodzi. Sielański występował przede wszystkim w kabaretach, teatrach rewiowych i muzycznych (m.in. w „Stańczyku”, „Olimpii”, „Morskim Oku” w latach 1928–1933, „Cyruliku Warszawskim”), sporadycznie w rolach dramatycznych.
Największą popularność przyniosły mu role filmowe, choć zawsze pozostawał w cieniu wielkich amantów choćby Aleksandra Żabczyńskiego czy Eugeniusza Bodo. Grywał w komediach, przeważnie służących, szoferów, ekspedientów. Często bywał typem warszawskiego cwaniaka o złotym sercu. To właśnie głównie w filmach z jego udziałem pojawiały się gagi, dowcipy i żarty. Przez publiczność nazywany był „księciem komedii”.
Po agresji ZSRR na Polskę we wrześniu 1939 przekroczył granicę polsko-rumuńską. Z Rumunii wyjechał do Francji, gdzie do wiosny 1940 występował w Teatrze Polskim w Paryżu. Po zajęciu Paryża przez Niemców wyjechał z miasta, a w listopadzie 1940, przez Portugalię, wyemigrował do Nowego Jorku i tam występował w Polskim Teatrze Artystów, w kabaretach oraz w telewizji. Po wojnie nie wrócił do Polski. 28 maja 1951 roku złożył w sądzie wniosek o naturalizację.
Zmarł 28 kwietnia 1955 w Nowym Jorku. Jan Lechoń, również nowojorski emigrant, tak o tym napisał w swoim Dzienniku:
28 kwietnia
(…) Umarł Staś Sielański, który jeszcze w niedzielę na moim wieczorze zdrów i wesół mówił (bardzo dobrze) różne błazeństwa w stylu „Qui Pro Quo” i czytał (bardzo źle) rozmowę Telimeny z Panem Tadeuszem. Wczoraj o 3 po południu spotkaliśmy się, aby załatwić różne związane z tym występem sprawy i wymienialiśmy zwykłe przy naszych spotkaniach żarty. Po południu skarżył się na ból ręki, ale doktor, zrobiwszy kardiogram, nie znalazł powodu do alarmu. Po czym Staś został sam w swoim, pożal się Boże, mieszkaniu i umarł samotnie i – wierzymy w to – bezboleśnie.
(…)
1 maja
(…) Pogrzeb Sielańskiego – jeszcze jedno uderzenie w łeb, jakby ktoś z góry chciał nam powiedzieć: „Patrz, durniu! Oto wasze życie i wasza emigrancka śmierć!”. (…) Sielański nie miał tu żadnej rodziny i za trumną szli obok siebie Rozmarynowski od braci aktorów i dr Aldon z Warszawy od braci – polskich Żydów.
W 1994 roku o Stanisławie Sielańskim zrealizowano film dokumentalny: Mistrz drugiego planu. Stanisław Sielański w reżyserii Tadeusza Pawłowicza i Zbigniewa Wawra.

## Filmografia
| - 1939/1941: Przez łzy do szczęścia (szofer Feliks) - 1939/1941: Ja tu rządzę (Józio, terminator szewski) - 1939: Włóczęgi (Niuśko) - 1939: O czym się nie mówi... (Flecik) - 1939: Doktór Murek (Cipak) - 1938: Zapomniana melodia (Jarząbek) - 1938: Szczęśliwa trzynastka (Koziołek) - 1938: Sygnały (marynarz) - 1938: Serce matki (weterynarz Rodzynek) - 1938: Rena (Wąsik) - 1938: Ostatnia brygada (Feliks) - 1938: Królowa przedmieścia (Antek) - 1938: Kobiety nad przepaścią (marynarz Staś) - 1937: Ułan księcia Józefa (ordynans Koperek) - 1937: Ty, co w Ostrej świecisz Bramie (Kwiatek) - 1937: Trójka hultajska (czeladnik krawiecki Igiełka) - 1937: Parada Warszawy - 1937: Pani minister tańczy (starszy kelner) - 1937: Pan redaktor szaleje (Bohdan, przyjaciel Antoniego) - 1937: O czym marzą kobiety (wywiadowca) - 1937: Książątko (aptekarz Gulardowicz) - 1937: Dorożkarz nr 13 (Felek Ślepowroński) - 1936: Wierna rzeka (wachmistrz) - 1936: Straszny dwór (Jasiek) - 1936: Papa się żeni (służący Viscontiego) | - 1936: Pan Twardowski (sługa) - 1936: Jego wielka miłość (fryzjer teatralny) - 1936: Jadzia (Feliks Wypych, majster firmy Malicz) - 1936: Dwa dni w raju (inkasent) - 1936: Będzie lepiej (woźny Hipek) - 1936: Amerykańska awantura (Anatol Przyszczypkowski) - 1935: Rapsodia Bałtyku (Przędza) - 1935: Nie miała baba kłopotu - 1935: Manewry miłosne (ordynans porucznika Nika) - 1935: Kochaj tylko mnie (sekretarz teatru) - 1934: Śluby ułańskie (Grześ) - 1934: Przebudzenie - 1934: Parada rezerwistów (kelner, starszy strzelec) - 1934: Kocha, lubi, szanuje (inspicjent) - 1933: Zabawka (doktor Wessel, przyjaciel Jurka) - 1933: Romeo i Julcia (Lamus) - 1933: Przybłęda (głupi Wasyl) - 1933: 10% dla mnie - 1932: Puszcza - 1932: Biała trucizna - 1932: Bezimienni bohaterowie - 1931: Uwiedziona (gość) - 1931: Cham - 1930: Janko Muzykant (kelner) - 1929: Szlakiem hańby |

Źródło: Filmpolski.pl.

## Spektakle teatralne
- 1924: Skandal na scenie, „Stańczyk”
- 1924: Wesoła śmierć, „Stańczyk”
- 1927: Spiskowcy, „Olimpia”
- 1928: Klejnoty Warszawy, „Morskie Oko”
- 1931: Halo, Malicka i Sawan, „Morskie Oko”
- 1933: Rewia miłości, „Morskie Oko”
- 1933: Boccaccio, „Morskie Oko”
- 1936: Kot w worku, „Cyrulik Warszawski”